# Mariä-Schutz-und-Fürbitte-Kirche (Rastuša)

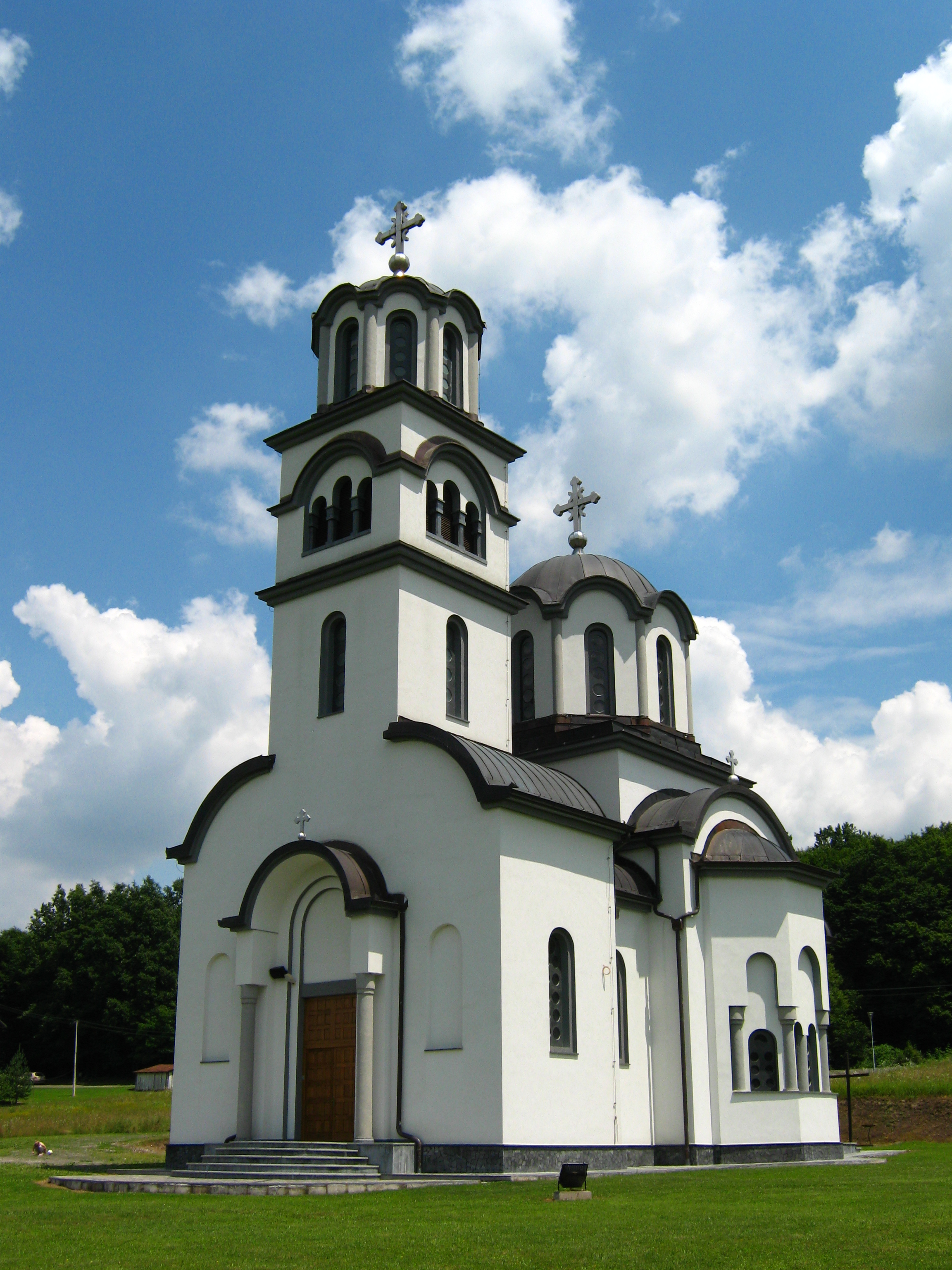
Die Mariä-Schutz-und-Fürbitte-Kirche in Rastuša (2011)

Die Mariä-Schutz-und-Fürbitte-Kirche  (serbisch: Црква Покрова Пресвете Богородице, Crkva Pokrova Presvete Bogorodice) in Rastuša, einem Dorf in der Opština (Gemeinde) Teslić, ist eine serbisch-orthodoxe Kirche in Bosnien und Herzegowina.
Das von 1998 bis 2010 erbaute Kirchengebäude ist die Pfarrkirche der Pfarrei Rastuša im Dekanat Teslić der Eparchie Zvornik-Tuzla der serbisch-orthodoxen Kirche.
Die Kirche ist einem der 12 großen orthodoxen Hochfeste der Mariä Schutz und Fürbitte (1. Oktober/14. Oktober) geweiht.

## Lage
Die Kirche steht im um die 1.300 Einwohner zählenden Dorf Rastuša in der Opština Teslić im nördlichen Zentralbosnien. Nahe beim Dorf befindet sich die berühmte Höhle Pećina Rastuša. Der Ort ist ca. 12 km in nordwestlicher Richtung von der Gemeindehauptstadt Teslić entfernt.
Die Opština Teslić liegt in der Republika Srpska, der überwiegend serbisch bewohnten Entität Bosniens und der Herzegowina.
Neben dem neuen serbisch-orthodoxen Friedhof Kondžin Panj gibt es im Dorf noch folgende serbisch-orthodoxe Friedhöfe: Dakića groblje, Šljivačko grpblje und Kalaura. Auch Ukrinica verfügt über zwei serbisch-orthodoxe Friedhöfe: Gradina und Galamić groblje.
Im zum Dorf gehörigen Weiler Rijeka auf dem Friedhof Kondžin Panj steht die serbisch-orthodoxe Kapelle Hl. Apostel Peter und Paul.
In Rastuša steht auch die Grundschule Jevrem Stanković. Im nicht umzäunten Kirchhof steht ein kleiner Kirchbrunnen.
Zur Pfarrei Rastuša gehören die Dörfer Ukrinica und Rastuša, außer dem Weiler Stupa, der zur Pfarrei Osredak in der Opština Stanari gehört.

## Geschichte

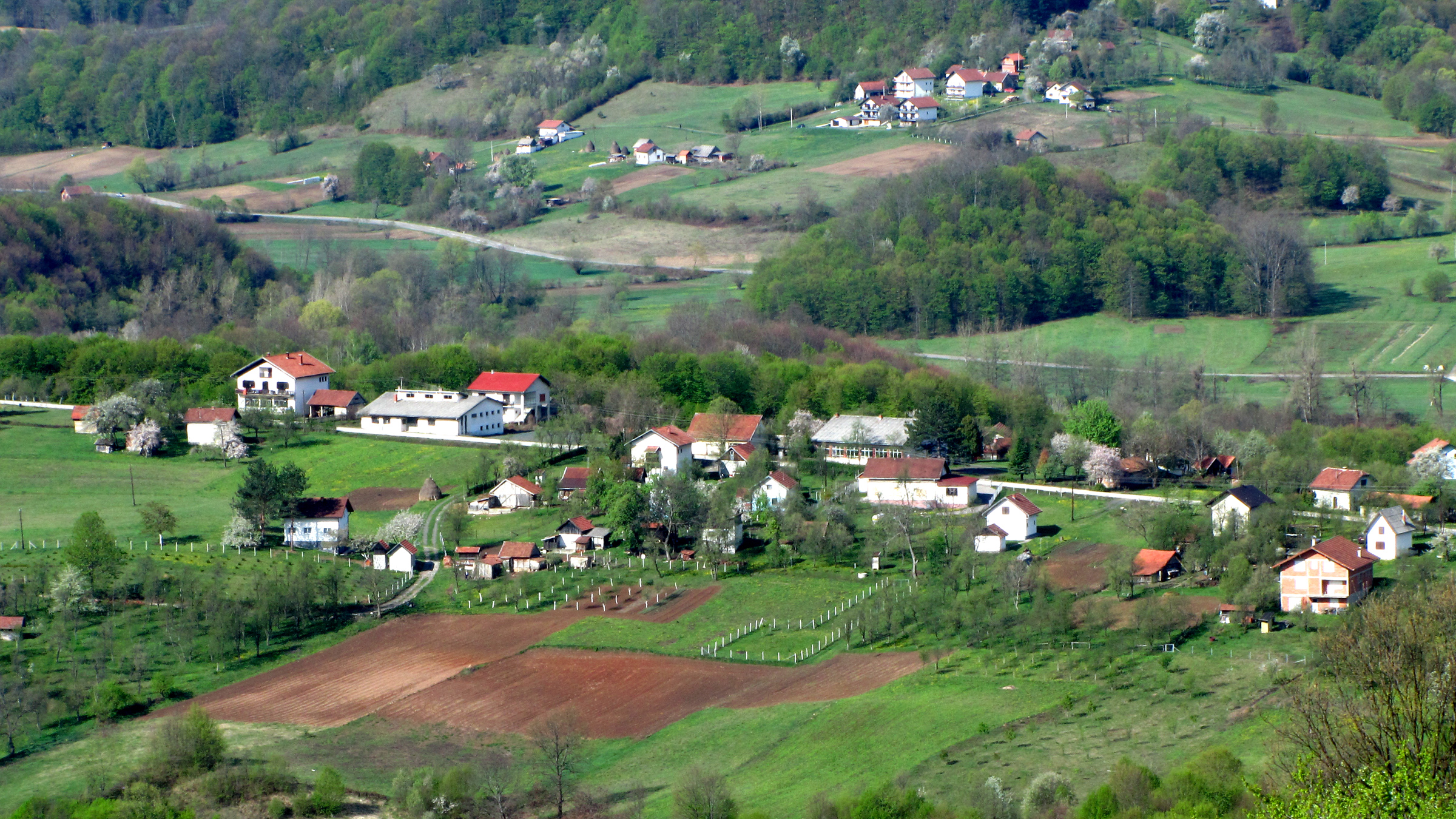
Teilansicht auf Rastuša, in dem die Mariä-Schutz-und-Fürbitte-Kirche steht

Die Pfarrei- bzw. Kirchenbücher werden seit der Gründung der Pfarrei am 10. November 1981, damals noch im sozialistischen Jugoslawien, geführt.
Der Bau der Mariä-Schutz-und-Fürbitte-Kirche begann am 10. März 1998. Am 13. Oktober, einen Tag vor dem Patronatsfest der Mariä-Schutz-und-Fürbitte, wurden die Kirchenfundamente vom damaligen Bischof der Eparchie Zvornik-Tuzla Vasilije (Kačavenda) geweiht. Das Kirchengebäude wurde nach einem Entwurf des Architektenbüro Semberija-Projekt aus der nordöstlichen Großstadt Bijeljina entworfen und gebaut.
Nach der Fertigstellung des Kirchengebäudes im Jahre 2010 wurde am 14. Oktober des gleichen Jahres die Kirche vom damaligen Bischof der Eparchie Zvornik-Tuzla Vasilije (Kačavenda) feierlich eingeweiht. Hunderte Gläubige waren zu diesem Ereignis erschienen.
Ktitoren (Stifter) der Kirche waren: Marinko Đukić, Velimir Ilinčić, Zvonko Đekanović, Rade Simaković und Rosa Đukić.
Das Pfarrhaus wurde von 1985 bis 1991 erbaut. 2012 wurde das Pfarrhaus grundlegend erneuert. Das Pfarrhaus besitzt zwei Stockwerke und seine Dimensionen betragen 9 × 9,5 m.
Der Jugendverband des Hl. Sava von Serbien wurde 2009 gegründet. Die kirchlich-caritative Frauenorganisation der serbisch-orthodoxen Kirche das Kolo srpskih sestara wurde am Anfang des von 1992 bis 1995 dauernden Bosnienkriegs gegründet
Derzeitiger Pfarreipriester der Kirche ist Erzpriester Nedeljko Prišić.

## Architektur

### Baustil und Baudimensionen
Die einschiffige Kreuzkuppelkirche mit dem Grundriss eines langgestreckten Griechischen Kreuzes ist im traditionellen serbisch-byzantinischen Stil erbaut.
Die Kirche besitzt eine große zentrale Rundkuppel über dem Kirchenschiff bei der Kreuzung der Seitenarme der Kirche.
Auch verfügt die Kirche in der traditionellen Manier des orthodoxen Kirchbaustils über eine Altar-Apsis im Osten, jeweils eine Konche an der Nord- und Südseite und einen Kirchturm im Westen, mitsamt drei Kirchglocken. An der Westwand des Kirchengebäudes befindet sich der Eingang der Kirche mit einem kleinen Säulenportal.
Die Dimensionen der Kirche betragen 20 х 13,5 m. Zum Bau des Kirchengebäudes wurden ausschließlich kleine Ziegel und Stahlbeton verwendet. Das Kirchendach ist mit Kupfer abgedeckt.

### Die Ikonen, Fresken und die Ikonostase
Die Kirche besitzt für orthodoxe Kirchen typisch eine Ikonostase mit Ikonen. Die Ikonostase aus Eichenholz wurde von Vitomir Marković aus dem Dorf Ukrinica geschnitzt. Die Ikonen malte Petar Bilić aus der serbischen Hauptstadt Belgrad.
Die Mariä-Schutz-und-Fürbitte-Kirche wird derzeit von Darko Živković aus der zentralserbischen Großstadt Kragujevac mit besonders künstlerisch wertvollen byzantinischen Fresken im Inneren bemalt.

## Quelle
- Artikel über die Kirche auf der Seite des Dekanats Teslić der Eparchie Zvornik-Tuzla, (serbisch)

Koordinaten: 44° 41′ 21,1″ N, 17° 46′ 32,2″ O